# Comuna Gradac, Split-Dalmația
Gradac este o comună în cantonul Split-Dalmația, Croația, având o populație de 3.261 de locuitori (2011).

## Demografie
Componența etnică a comunei Gradac
     Croați (94,11%)
     Sârbi (2,02%)
     Bosniaci (1,32%)
     Necunoscut (0,64%)
     Neclasificat (1,47%)
Componența confesională a comunei Gradac
     Catolici (84,58%)
     Fără religie și atei (7,48%)
     Musulmani (1,75%)
     Ortodocși (1,66%)
     Agnostici și sceptici (1,2%)
     Necunoscută (2,73%)
     Alte religii (0,61%)
Conform recensământului din 2011, comuna Gradac avea 3.261 de locuitori. Din punct de vedere etnic, majoritatea locuitorilor (94,11%) erau croați, existând și minorități de sârbi (2,02%) și bosniaci (1,32%). Apartenența etnică nu este cunoscută în cazul a 0,64% din locuitori. Din punct de vedere confesional, majoritatea locuitorilor (84,58%) erau catolici, existând și minorități de persoane fără religie și atei (7,48%), musulmani (1,75%), ortodocși (1,66%) și agnostici și sceptici (1,2%). Pentru 2,73% din locuitori nu este cunoscută apartenența confesională.